# 恩斯特-君瑟·巴德

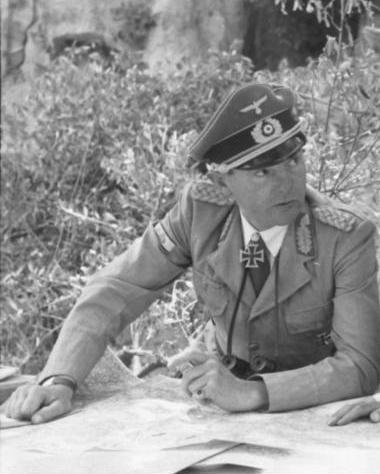
恩斯特-君瑟·巴德

恩斯特-君瑟·巴德（德語：Ernst-Günther Baade，1897年8月20日—1945年5月8日）是二戰期間的德國將軍。他是納粹德國的橡葉騎士佩寶劍鐵十字勳章的獲得者。巴德在行動中受傷，並於1945年5月8日終戰前夕因傷逝世。